# Stojan Albert Bajič
Stojan Albert Bajič (rojen Stojan Albert Gerstenmayer), slovensko-ameriški pravnik in bibliotekar, * 18. november 1901, Postojna, Slovenija,  † 19. januar 1974, Miami, Florida, Združene države Amerike.
Velja za začetnika razvoja delovnopravne vede na Slovenskem. Bil je izvedenec za mednarodno in primerjalno pravo.

## Življenje in delo
Osnovno šolo je obiskoval v Postojni in Ljubljani, kjer je 1920 maturiral na klasični gimnaziji. Po končani gimnaziji se je vpisal na Pravno fakulteto v Ljubljani, kjer je leta 1925 doktoriral. Od 1926 je delal kot pripravnik najprej na okrožnem sodišču v Ljubljani, nato še v Kamniku (1930). Leta 1931 je bil imenovan za sodnika okrajnega sodišča v Metliki.  Kot štipendist Turnerjeve ustanove je leta 1931 odšel na izpopolnjevanje znanj s področja državljanskega (civilnega) prava in mednarodnega zasebnega prava na Univerzo v Leipzigu. Istočasno je za jugoslovanske revije napisal nekaj člankov o delovnem pravu na Slovenskem. Od leta 1932 do leta 1941 zaposlen kot sodnik na okrožnem sodišču v Ljubljani. Leta 1935 je bil imenovan za privatnega docenta za delovno pravo na Pravni fakulteti v Ljubljani. Začel se je ukvarjati tudi s pedagoškim delom, ki je pomenilo logično nadaljevanje znanstvenega dela.
Med drugo svetovno vojno je bil kapetan Vojske Kraljevine Jugoslavije. Leta 1944 je zbežal v Ženevo, kjer se mu je pridružila žena. Leta 1947 sta emigrirala v ZDA in čez pet let pridobila državljanstvo ZDA. Leta 1951 je ponovno doktoriral, nato pa leta 1952 postal profesor prava in bibliotekar za tujo pravno literaturo na Pravni fakulteti Univerze v Miamiju. Predaval je: Konflikt zakonov, Primerjalna pravna zgodovina, Letalsko pravo, Pravo in revolucija, Pravo in Karibi in Medameriško pravo o ribištvu. O tem je tudi pisal v svojih delih. Članke je objavljal v revijah University of Miami Law Review, American Journal of Comparative Law,  University of Miami Inter-American Law Review, Lawyer of Americas in Buletin del Instituto de Derecho Comparado de Mexico. Upokojil se je leta 1967.